# Spike Edney

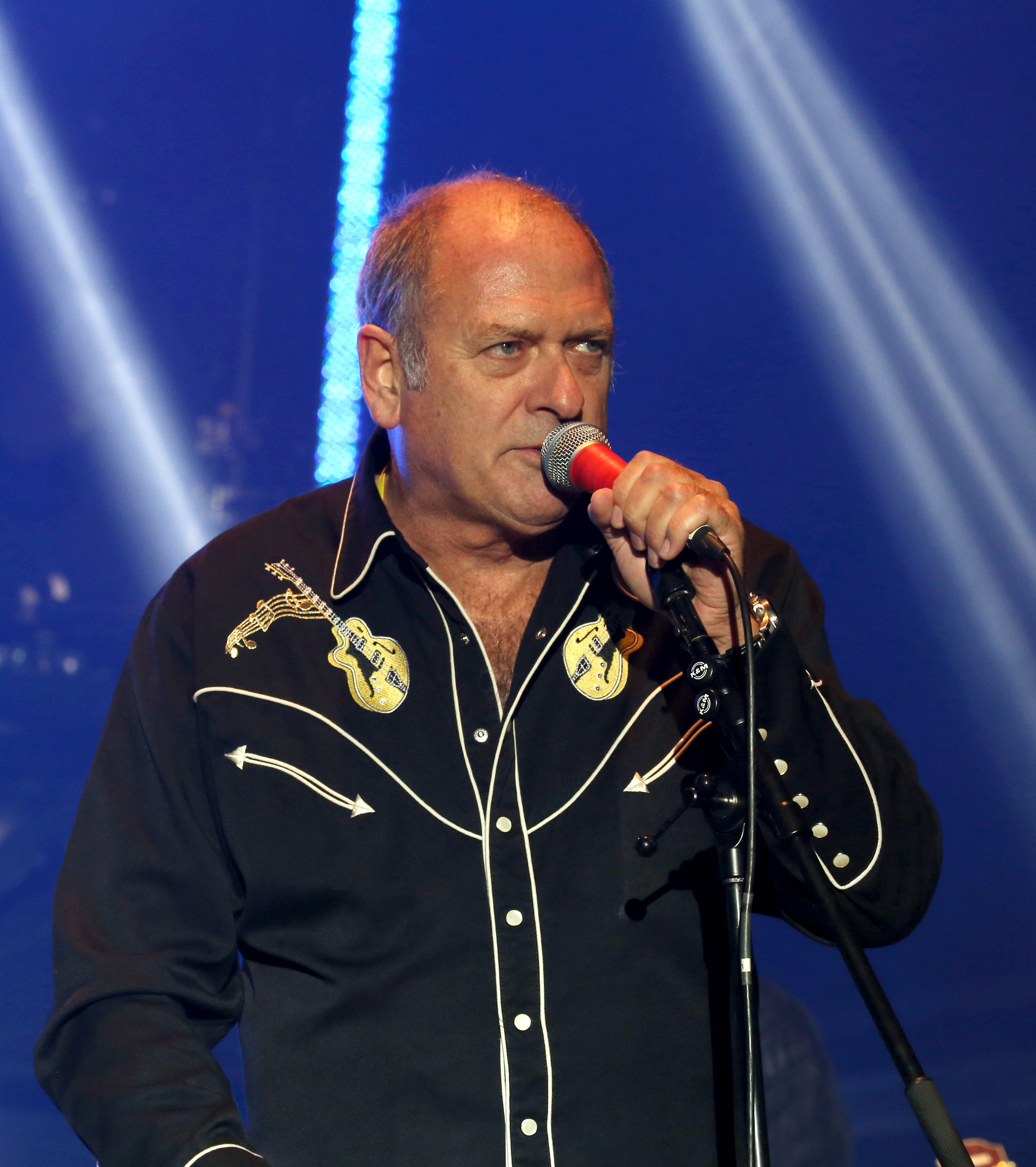
Spike Edney

Philip "Spike" Edney (11 december 1951) is een Brits toetsenist die heeft samengewerkt met veel artiesten zoals The Rolling Stones, Eric Clapton, The Boomtown Rats, Duran Duran en Bon Jovi. Vanwege de grote samenwerking met Queen vanaf 1984 wordt hij soms het vijfde lid van Queen genoemd.

## Samenwerking met Queen
De samenwerking met Queen begon in 1984, toen hij tijdens het Europese gedeelte van de The Works tour tweede gitaar en keyboard speelde. Ook in 1985 trad hij op met Queen tijdens Rock in Rio, een groot rockfestival in de Braziliaanse stad Rio de Janeiro.
In 1986 speelde hij mee op het album A kind of magic en tijdens de begeleidende tournee. Ook speelde hij mee op het tribuutconcert dat werd gegeven ter ere van Freddie Mercury.
Naast de samenwerking met Queen werkte hij ook samen met afzonderlijke leden van de groep. Zo was Spike Edney keyboardspeler bij de door Roger Taylor opgerichte band The Cross en maakte hij vanaf 1992 deel uit van de Brian May Band.
Na de dood van Freddie Mercury (die de belangrijkste pianist van Queen was), nam Edney de rol van Mercury op piano over tijdens de Queen + Paul Rodgers tournees van 2005, 2006 en 2008. Hij speelde alle pianopartijen op een Korg Triton keyboard, naast alle andere keyboardpartijen. Hij keerde terug als toetsenist voor de Queen + Adam Lambert tournees in 2012, 2014 en het tourschema voor 2015-2020. Hij is ook de toetsenist voor de Londense productie van We Will Rock You sinds de première in 2002. 

## Spike's All Star
In 1994 richtte Edney de SAS Band op, wat stond voor Spike's All Star. Andere leden waren drummer Cozy Powell, bassist Neil Murray, gitarist Jamie Moses en zanger Chris Thompson. Behalve de zanger hadden alle leden deel uitgemaakt van Brian Mays band. Wel had Thompson op 1 nummer van Brian May de achtergrondzang verzorgd. Het debuutalbum van de band verscheen in 1997. Er volgden vele optredens, waarvan de opbrengst vaak naar een goed doel ging, met een grote verscheidenheid aan gastzangers zoals Paul Young, Leo Sayer, Tony Hadley, Fish, Roger Taylor en Brian May.
Spike's All Star band was geen lang leven beschoren en in 1997 trad Edney op met Queen en Elton John in Parijs, om in 1998 weer toe te treden tot de Brian May Band voor een lange tournee. Hierna pakte Edney toch de draad weer op met de SAS band en bracht een album en video uit van concerten.
Edney is door blijven gaan met Queen bij verschillende projecten zoals de musical We will rock you. Ook trad hij op met Queen + Paul Rodgers en "Queen  Adam Lambert tijdens de Europese tournee".
- Gemeinsame Normdatei: 135398975
- MusicBrainz: 818c5202-3b82-4685-994a-57ba4fefc2d8
- Virtual International Authority File: 80158975